# Cantón de Bastelica
El cantón de Bastelica era una división administrativa francesa, que estaba situada en el departamento de Córcega del Sur y la región de Córcega.

## Composición
El cantón estaba formado por cinco comunas:
- Bastelica
- Cauro
- Eccica-Suarella
- Ocana
- Tolla

## Supresión del cantón de Bastelica
En aplicación del Decreto nº 2014-229 de 24 de febrero de 2014, el cantón de Bastelica fue suprimido el 22 de marzo de 2015 y sus 5 comunas pasaron a formar parte; tres del nuevo cantón de Gravona-Prunelli y dos del nuevo cantón de Taravo-Ornano.